# Svatá válka (píseň)
Svatá válka (rusky Священная война) je sovětská vojenská píseň, která vznikla v roce 1941. Jejím autorem je Vasilij Ivanovič Lebeděv-Kumač a hudbu složil zakladatel pěveckého a tanečního souboru Alexandrovců, Alexandr Vasiljevič Alexandrov.

## Vznik písně
Slova písně se objevila už 24. června 1941, dva dny po přepadení Sovětského svazu německým Wehrmachtem, v novinách Izvěstija, přičemž Alexandrov za další dva dny složil hudbu. Už 27. června píseň doprovázela na Běloruském nádraží v Moskvě odcházející vojáky. Od 15. října 1941, kdy německá vojska okupovala Kalugu, Ržev a Kalinin, ji začal rozhlas vysílat každý den, a to hned po úderech moskevského orloje. Píseň byla záměrně pouštěna vojákům odcházejícím do boje, aby v nich vyvolala statečnost a odhodlání bojovat za svou zemi. Například sovětský veterán Anatolij Kozlov uvedl, že píseň posilovala jednotku, ve které sloužil, na duchu a vedla ji k vítězství. To později uznal i Winston Churchill, který měl možnost si ji poslechnout během Jaltské konference a následně ji označil jako „tajnou hudební zbraň“.[zdroj?]
Píseň se stala symbolem nezlomitelného odporu a odhodlání sovětského lidu v boji s fašismem a dodnes se při oslavách konce války hraje. Mimo jiné se objevila i v mnohých filmech, např. i v epopeji Jurije Ozerova Boj o Moskvu, kde píseň v zákopech vojákům zpívají právě Alexandrovci. Tento vojenský soubor ji má ve svém repertoáru dodnes.

## Ukázka
| Вставай, страна огромная, Вставай на смертный бой С фашистской силой тёмною, С проклятою ордой.  | Vstavaj, strana ogromnaja, Vstavaj na smertnyj boj! S fašistskoj siloj ťomnoju, S prokljatoju ordoj. | Povstaň, obrovská země, povstaň na smrtelný boj! S fašistickou temnou silou, s prokletou hordou.   |
| Пусть ярость благородная Вскипает, как волна! Идёт война народная, Священная война!              | Pusť jarosť blagorodnaja Vskipajet, kak volna! Iďot vojna narodnaja, Svjaščennaja vojna!             | Ať se blahodárná síla vzdouvá jako vlna! Začíná národní válka, svatá válka!                        |
| Как два различных полюса, Во всем враждебны мы. За свет и мир мы боремся, Они — за царство тьмы. | | Jako dva odlišné póly, Ve všem nepřátelské. My za jas a svět se bijem, Oni - za vládu temnoty.     |
| Дадим отпор душителям Всех пламенных идей, Насильникам, грабителям, Мучителям людей!             | | Budeme vzdorovat nepřátelům, všech správných myšlenek. Násilníkům a loupežníkům, trýznitelům lidu! |
| Не смеют крылья черные Над Родиной летать, Поля ее просторные Не смеет враг топтать!             | | Nesmí ta černá křídla, létat nad naší vlastí. Její rozlehlé pláně, nesmí nepřítel pošlapat.        |
| Гнилой фашистской нечисти Загоним пулю в лоб, Отребью человечества Сколотим крепкий гроб!        | | Shnilým špinavým fašistům Proženeme kulku čelem, Tomu odpadu lidstva, stlučeme pevné rakve!        |
| Пойдем ломить всей силою, Всем сердцем, всей душой За землю нашу милую, За наш Союз большой!     | | Budeme bojovat vší silou, Celým srdcem, celou duší Za zemi naší milovanou, Za náš obrovský Svaz.   |
| Встает страна огромная, Встает на смертный бой С фашистской силой темною, С проклятою ордой!     | | Vstává země ohromná, vstává na smrtelný boj S temnou fašistickou sílou, s tou prokletou hordou!    |